# マーティン・バナール
マーティン・バナール（Martin Bernal, 1937年3月10日 - 2013年6月9日）は、イギリス出身の歴史学者。コーネル大学名誉教授。
ロンドン生まれ。ロンドン大学教授、コーネル大学政治学部教授を務める。物理学者であるジョン・デスモンド・バナールは父である。
当初中国政治史を専攻していたが、エジプト学の権威である祖父のアラン・ガーディナーにインスピレーションを受けてオリエントを研究するようになり、ギリシャ語とヘブライ語やフェニキア語といったアフロ・アジア語族の間にかなりの共通点があったことから刊行させた1987年の『黒いアテナ』が歴史学・考古学を超えて、西洋的知のあり方に及ぶ論争が起こった。

## 著書
- Chinese Socialism to 1907, (Cornell University Press, 1976).
- Black Athena: The Afroasiatic Roots of Classical Civilization, vol. 1: the Fabrication of Ancient Greece, 1785-1985, (Rutgers University Press, 1987).

片岡幸彦監訳『ブラック・アテナ――古代ギリシア文明のアフロ・アジア的ルーツ（1）古代ギリシアの捏造1785-1985』、新評論, 2007年
- Black Athena: The Afroasiatic Roots of Classical Civilization, vol. 2: the Archaeological and Documentary Evidence, (Rutgers University Press, 1991).

金井和子訳『黒いアテナ――古典文明のアフロ・アジア的ルーツ（2）考古学と文書にみる証拠（上・下）』、藤原書店, 2004年-2005年
- Black Athena Writes Back: Martin Bernal Responds to his Critics, edited by David Chioni Moore, (Duke University Press, 2001).

金井和子訳『『黒いアテナ』批判に答える（上）』藤原書店、2012年、金井和子訳『『黒いアテナ』批判に答える（下）』藤原書店、2012年
- Black Athena: The Afroasiatic Roots of Classical Civilization, vol. 3: the linguistic evidence, Rutgers University Press, 2006.